# Asdrúbal Chávez
Asdrúbal Chávez est un ingénieur chimiste et un homme politique vénézuélien, qui occupe le poste de ministre du pouvoir populaire du Pétrole et des Mines de 2014 à 2016. Il est le cousin de l'ancien président Hugo Chávez.

## Biographie
Asdrúbal Chávez est diplômé de l'université des Andes comme ingénieur chimiste en 1979. La même année, il commence sa carrière professionnelle à la société pétrolière publique PDVSA en tant qu'ingénieur pour le projet d'extension de la raffinerie d'El Palito.
En mai 2007, Asdrúbal Chávez est désigné vice-président de PDVSA, la compagnie pétrolière appartenant à l’État vénézuélien. Il s'occupe alors de la commercialisation et de l'approvisionnement, ainsi que de la filiale PDV Marina, la flotte pétrolière du groupe.
Le 4 septembre 2014, en remplacement de Rafael Ramirez, Nicolás Maduro désigne Asdrúbal Chávez comme ministre de l'Énergie. En 2015, il participe au sommet de l'OPEP en tant que ministre du Pétrole et des Mines. Il se prononce alors pour un prix du baril entre 75 et 80 dollars.
En novembre 2017, alors que le Venezuela connait une grave crise financière, Nicolás Maduro désigne Asdrúbal Chávez comme dirigeant de la société pétrolière vénézuélienne Citgo. Il a pour objectif de restructurer l'entreprise après que plusieurs de ses cadres sont en état d'arrestation pour des faits de corruption allégués.